# Walther Bremer
Walther Bremer (* 8. Juni 1887 in Wismar; † 9. November 1926 in Dublin (Irland)) war ein deutscher prähistorischer Archäologe. 

## Leben
Der Wismarer Kaufmannssohn legte nach dem Besuch der Gymnasien in Wismar, Waren und Rostock 1905 in Rostock die Reifeprüfung ab und studierte in Marburg, München, Rostock und Gießen Alte Sprachen, Geschichte und Geographie. Mit 18 Jahren trat er in die Marburger Burschenschaft Germania ein, in der er bis zu seinem Tode aktiv blieb. Am 18. Dezember 1910 wurde er in Gießen bei dem Klassischen Archäologen Carl Watzinger promoviert. Nach einem Volontariat am Römisch-Germanischen Zentralmuseum in Mainz erhielt Bremer das Reisestipendium des Deutschen Archäologischen Instituts, das ihn 1913 bis nach Kreta führte.
Den Ersten Weltkrieg verbrachte Bremer als Kriegsfreiwilliger, bis er als hochdekorierter Offizier am 20. November 1917 in der Panzerschlacht von Cambrai in englische Gefangenschaft geriet. Dort konnte er seine Vorkriegsverbindungen aus der Kretaer Zeit wieder aufnehmen. Arthur Evans und Duncan Mackenzie (1861–1934) ließen ihm die nötige Unterstützung für seine Habilitationsschrift für das Fach „Prähistorische Archäologie mit Einschluss der frühklassischen und römisch-germanischen“ zuteilwerden.
Bekannt machten ihn vor allem die Ausgrabungen in der jungsteinzeitlichen Siedlung Eberstadt in der Wetterau und die darüber veröffentlichte Arbeit. Er wurde 1920 Privatdozent und 1922 nichtbeamteter außerordentlicher Professor an der Philipps-Universität Marburg; hier hörte u. a. Gotthard Neumann seine Vorlesungen. In dieser Marburger Zeit wirkte Bremer auch als Denkmalpfleger für den Regierungsbezirk Kassel. 1925/26 erhielt er nach einer internationalen Ausschreibung die Position als Keeper, also Kurator, der Irischen Altertümer in Dublin (Irland). Er verstarb dort am Maltafieber, einer Spätfolge seines Aufenthaltes in Kreta. Bremers Anteil an der Wissenschaft ordnet sich in die Emanzipation der Vorgeschichte zu einem selbstständigen Fach ein. Auf Walther Bremer geht u. a. der Name Münchshöfener Gruppe zurück.

## Schriften
- Die Haartracht des Mannes in archaisch-griechischer Zeit. Dissertation. Gießen 1911.
- mit Rudolph Steininger: Haartracht, Haarschmuck. In: Paulys Realencyclopädie der classischen Altertumswissenschaft (RE). Band VII,2, Stuttgart 1912, Sp. 2109–2150.
- Eberstadt, ein steinzeitliches Dorf der Wetterau. In: Prähistorische Zeitschrift. Band 5, 1913, S. 366–435.
- Die Mittelmeerkultur der jüngeren Stein- und älteren Bronzezeit. Habilitationsschrift. Marburg 1920.